# Isoetopsis
Isoetopsis es un género monotípico de plantas herbáceas, perteneciente a la familia Asteraceae. Su única especie: Isoetopsis graminifolia,  se encuentra en Australia.

## Descripción
Es una hierba anual, que alcanza un tamaño de 5 cm de altura. Las hojas son estrechas lineales, de 2-5 cm de largo, 1-2 mm de ancho, subcilíndricas, ápice agudo, base de recubrimiento, la lámina ± ± carnosa, peludas cuando son jóvenes, convirtiéndose en glabras excepto con dispersos pelos marginales. Cabezas basales, numerosas y densas; brácteas involucrales 10-12, oblongas a lanceoladas, 4-5 mm de largo, glabras, enteras o minuciosamente fimbriadas cerca del ápice. Los frutos son aquenios de 2 mm de largo, basalmente por completo cubierto de largos pelos duros de color marrón o blanco, ± acanalado; escalas vilano 8-12, elípticas, de 2 mm de largo, ápice obtuso a apiculado aguda o ±, de color blanco a marrón. Las flores interiores, 2-4 floretes  amarillentos, las externas  8-18 flósculos.

## Distribución y hábitat
Crece en el mallee, matorrales, bosques y pastizales, por lo general en suelos arenosos a franco de tierras rojas; en Nueva Gales del Sur.

## Taxonomía
Isoetopsis graminifolia fue descrita por Porphir Kiril Nicolai Stepanowitsch Turczaninow y publicado en Bull. Soc. Imp. Naturalistes Moscou xxiv. (1851) I. 175.